# فرد هنتلي
فرد هنتلي (بالإنجليزية: Fred Huntley)‏ هو مخرج وممثل بريطاني وأمريكي، ولد في 29 أغسطس 1862 بلندن في المملكة المتحدة، وتوفي في 1 نوفمبر 1931 بهوليوود في الولايات المتحدة بسبب نوبة قلبية.

## أعمال

### أفلام
- (1915) سجادة من بغداد

## وصلات خارجية
- فرد هنتلي على موقع IMDb (الإنجليزية)
- فرد هنتلي على موقع أول موفي (الإنجليزية)
- فرد هنتلي على موقع قاعدة بيانات برودواي على الإنترنت (الإنجليزية)
- فرد هنتلي على موقع قاعدة بيانات برودواي على الإنترنت (الإنجليزية)
- فرد هنتلي على موقع قاعدة بيانات الأفلام السويدية (السويدية)
- فرد هنتلي على موقع قاعدة بيانات الفيلم (الإنجليزية)
- فرد هنتلي على موقع كينوبويسك (الروسية)